# آرارات، ارمنستان
آرارات (به ارمنی: Արարատ) یک شهر در ارمنستان است که در استان آرارات واقع شده‌است.  در  کیلومتری شمال آرتاشات، مرکز استان آرارات واقع شده است.

## تاریخچه
در سال ۱۹۲۷، کارخانهٔ سیمان آرارات در این منطقه تأسیس شد و در همان زمان ساختمان‌هایی برای اسکان کارگران ساخته شد. در سال ۱۹۳۵ این سکونتگاه با روستای داوالو ادغام گردید و در سال ۱۹۳۹ با نام داوالو رسماً به عنوان شهر شناخته شد. در سال ۱۹۴۷ نیز نام شهر به آرارات تغییر یافت.

## جغرافیا و آب و هوا
آرارات ۶ کیلومترمربع مساحت و ۲۰٬۲۳۵ نفر جمعیت دارد و ۸۲۵ متر بالاتر از سطح دریا واقع شده‌است.  در  کیلومتری شمال آرتاشات، مرکز استان آرارات واقع شده است. شهر آرارات در ۴۲ کیلومتری شهر ایروان واقع شده‌است.  در  کیلومتری شمال آرتاشات، مرکز استان آرارات واقع شده است.

## شهرهای خواهر خوانده
- بوسی سن ژرژ، فرانسه (آگوست ۲۰۰۹)[۳]